# Erica caffra
Erica caffra är en ljungväxtart som beskrevs av Carl von Linné. Erica caffra ingår i släktet klockljungssläktet, och familjen ljungväxter. Utöver nominatformen finns också underarten E. c. auricularis.

## Bildgalleri

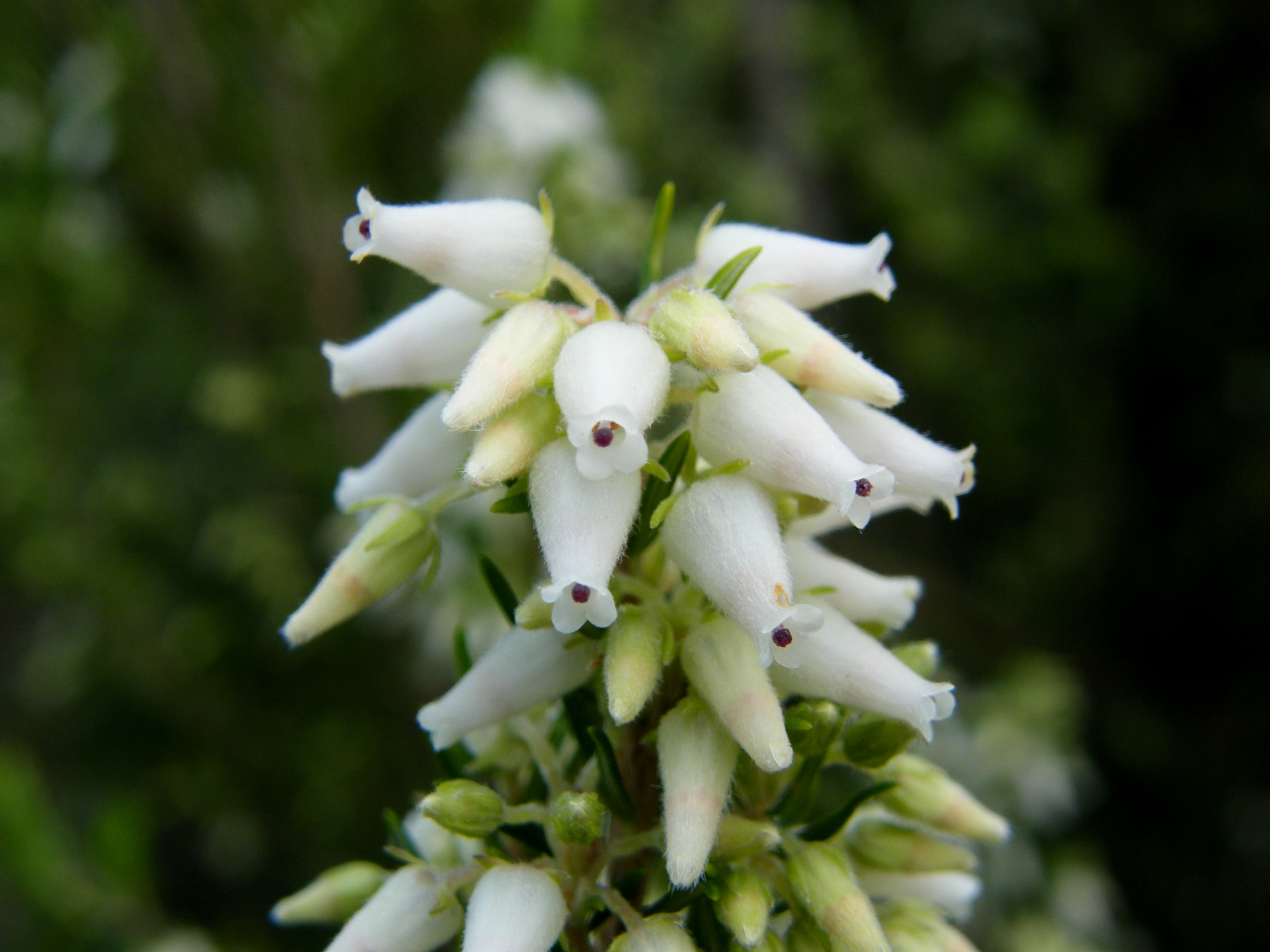
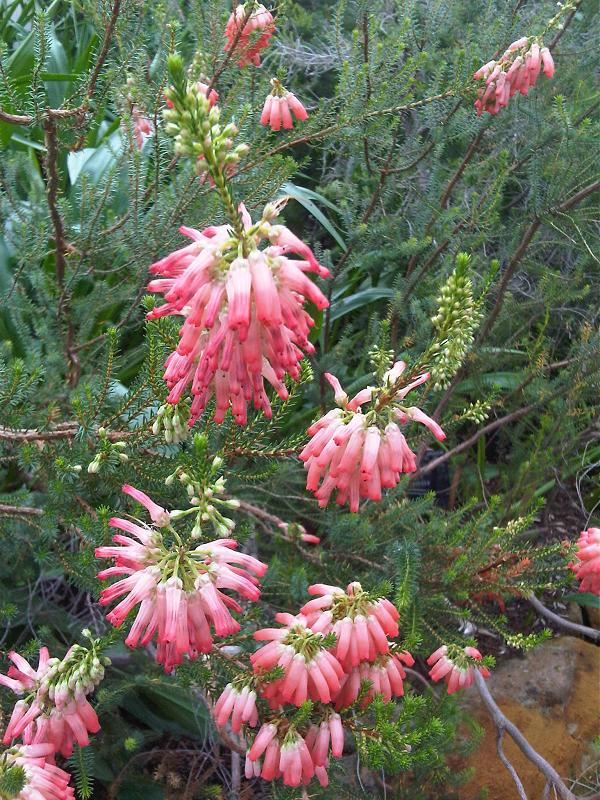
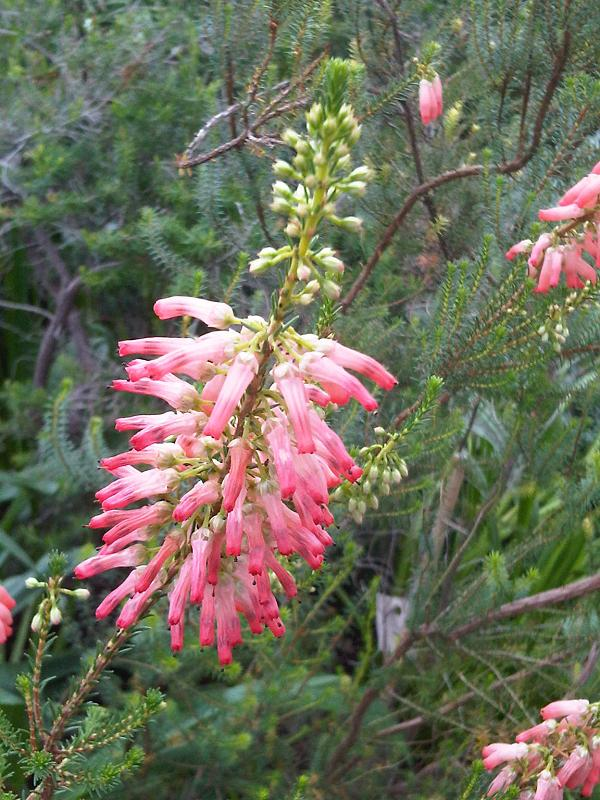